# Sveriges dödbok
Sveriges dödbok (ISBN 91-87676-48-6) är en digital dödbok samt databas innehållande information om avlidna svenskar. Databasen är framställd av Sveriges Släktforskarförbund, och har sedan 1996 givits ut på både CD- (version 1–4), DVD-skiva (version 5-7) samt USB-minne (version 6-9). Sedan 2024 finns även en nätbaserad webbversion av databasen. Databasen räknas som en andrahandskälla.

## Innehåll
Den senaste utgåvan (version 9), som utkom 2023, innehåller personuppgifter om samtliga personer som avled åren 1815–2022 och var folkbokförda i Sverige. Uppgifter om ungefär hälften av de svenska medborgare som avlidit utomlands från 1990-talet och framåt ingår också, men är inte kompletta. 
Inkluderade uppgifter är:
- personnummer
- fullständigt namn
- postadress
- dödsdatum
- församling och kommun där den avlidne var folkbokförd vid dödsfallet
- födelseort, födelsehemort eller födelseland
- civilstånd med datum för senaste civilståndsförändring

Uppgifter som kan saknas för vissa församlingar och/eller tidsperioder är fullständigt förnamn utöver tilltalsnamn, postadress, födelseort och civilståndsdatum.
Databasen är en sammanställning av uppgifter från olika dataregister över befolkningen som är baserade på Svenska kyrkans och Skatteverkets folkbokföring. Registren kommer huvudsakligen från Statistiska centralbyrån (SCB), Statens personadressregister (SPAR) och Riksförsäkringsverket (RFV). Till detta kommer ett stort material som har registrerats manuellt av ideellt arbetande personer inom ett projekt kallat "Namn åt de döda".

## Historia
En torsdag i november 1995 kläcktes idén om den första svenska databasen innehållande avlidna personer för släktforskare. I USA hade då under flera år funnits CD-skivor att köpa med alla avlidna sedan omkring 1960 som varit registrerade i USAs socialförsäkringssystem, vid den tiden ca 40 miljoner personer. Nu skulle något liknande tas fram i Sverige. Initiativtagare var ingenjören och genealogen Carl Szabad på Sveriges släktforskarförbund. 
Det visade sig att dataregistrering infördes på Statistiska Centralbyrån 1968 och SPAR-registret (Statens Person- och Adressregister) upprättades 1977. Dessa är de enda rikstäckande folkbokföringsregistren som bygger på material från pastorsexpeditionerna eller skattemyndigheterna och utgjorde underlag för den första upplagan av Sveriges Dödbok (1968-1996) som blev klar sommaren 1997 och innehöll personuppgifter om drygt 2,5 miljoner avlidna svenskar (se nedan). Arbetet med att finna fler databaserade personregister över avlidna svenskar fortsatte och sommaren 2000 kunde en version 2 av Sveriges dödbok (1950-1999) presenteras. Kompletteringarna för den äldre tiden kom huvudsakligen från hålkort som överförts till databand. För perioden efter 1996 användes register från SCB. Den versionen kom att utökas så att den innehåller persondata om över 4,2 miljoner personer.
Inför version 3 av databasen startades ett projekt som kom att involvera en ansenlig del av 
släktforskarrörelsen, och det fick namnet Namn åt de döda. Avsikten var att komplettera de drygt 1,5  miljoner poster som saknade namn i version 2. Anledningen till detta var att källmaterialet varit hålkort som endast redovisade numeriska uppgifter. Det sista materialet inför version 3 inkom i slutet av 2004 och då var över 75 % av de "namnlösa" manuellt kompletterade med namn-, adress- och födelseförsamlingsuppgifter. Sedan version 2 utkom sommaren 2000 hade ytterligare ett myndighetsregister upptäckts, en förteckning över pensionsutbetalningar för åren 1964-1970 hos Riksförsäkringsverket (RFV). Datamaterialet förelåg dock i ett format som var så gammalt att det inte längre fanns utrustning i Sverige som kunde läsa databanden. Ett stort arbete lades ner för att söka efter sådan utrustning någon annanstans i världen och till slut erbjöd sig ett amerikanskt företag att utföra arbetet med konvertering av databanden. Sommaren 2004 hade dessa tolkats så att 375.000 av de namnlösa posterna kunnat få namn- och adressuppgifter.
Under åren 2005-2023 har arbetet med att komplettera Sveriges dödbok bakifrån fortsatt. Versionerna 4-8 har bestått av manuellt kompletterat material från huvudsak församlingarnas dödböcker kompletterat med uppgifter från församlingsböcker och husförhörslängder. Koordinatorer för projektet "Namn åt de döda" var först Anna-Lena Hultman 2002-14 och från 2015 och framåt Anders Berg.

## Versioner

### Sveriges dödbok nr 1, 1968–1996
Sveriges dödbok 1968–1996 var version 1 och gavs ut år 1997. Den innehöll information om över 2,5 miljoner avlidna personer. Uppgifterna hämtades från SCB:s dataregister för åren 1968-76 samt registret SPAR som innehöll uppgifter för åren 1977-96. Uppgifterna för 1968-72 saknade namn- och adressuppgifter eftersom dessa inte fanns med i det vid den tidpunkten tillgängliga källmaterialet.

### Sveriges dödbok nr 2, 1950–1999
Sveriges dödbok 1950–1999 var version 2 och gavs ut år 2000. Den innehöll över 4,2 miljoner avlidna. Uppgifterna för åren 1950-67 hämtades från SCB:s dödsorsaksregister. Detta är överfört till databand från hålkort och saknar namn- och adressuppgifter. Uppgifterna om dödsorsaker har exkluderats från Sveriges dödbok.

### Sveriges dödbok nr 3, 1947–2003
Sveriges dödbok 1947–2003 var version 3 och gavs ut år 2005. Databasen innehåller information om 4,7 miljoner avlidna. Många namn och andra uppgifter från åren 1947-70 hade här kompletterats manuellt. Databasen hade också tillförts många namn och adresser från 1960-talet ur Riksförsäkringsverkets äldsta dataregister.

### Sveriges dödbok nr 4, 1947–2006
Sveriges dödbok 1947–2006 var version 4 och gavs ut år 2007. Här finns information om 5,1 miljoner avlidna svenskar. Kompletteringen av perioden 1947-70 är i denna version fullständig med undantag för uppgifter från vissa mycket stora församlingar.

### Sveriges dödbok nr 5, 1901–2009
Sveriges dödbok 1901–2009 var version 5 och lanserades i augusti 2010. Denna utgåva är kompletterad med ca 2,5 miljoner avlidna för perioden 1901-1946, vilket innebär ca 70% av samtliga döda under de åren. Från 1947 och framåt ingår samtliga avlidna, där det för åren 2007-2009 har tillkommit 272 000 sedan förra utgåvan. Totalt innehåller skivan 7 880 000 poster. Precis som tidigare har registreringen gjorts ideellt. På grund av den ökade mängden data ges denna skiva ut på DVD till skillnad från de tidigare, som har utgivits på CD.

### Sveriges dödbok nr 6, 1901–2013
Sveriges dödbok 1901–2013 är version 6 gavs ut under Släktforskardagarna den 30-31 augusti 2014, både på DVD och USB. Förbundsstyrelsen har beslutat att fortsätta ge ut minst en skiva till. DVD:n innehåller små luckor i en del storstadsförsamlingar som inte blev helt klara när skivan trycktes men som kommer att vara helt åtgärdade när den nya skivan kommer ut.

#### Mac-anpassad version 2016
Den senaste versionen av DVD-skivan (OBS - inte USB:n) har i 2016 års nytryck anpassats så att den fungerar i Mac-datorer. Systemkrav: Windows 98/2000/Me/XP/Vista, m.fl. 1,5 GB ledigt hårddiskutrymme. Programmet har paketerats för MAC med Wineskin och kräver minst OS X version 10.7.

### Sveriges dödbok nr 7, 1860–2017
Sveriges dödbok 1860–2016 var en förhandsversion av utgåva 7 och gavs ut i november 2017, både på DVD och USB. Frivilliga medarbetare i projektet "Namn åt de döda" har kompletterat databasen med cirka 1,7 miljoner poster från åren 1860–1900, samt hundratusentals tillägg för perioden 1900–1970. Dessutom har tillkommit 285 000 poster från åren 2014–2016 ur Försäkringskassans databas. Totalt innehåller databasen över 11,3 miljoner poster. Nyregistrerade uppgifter för perioden 1860–1900 avseende alla delar av landet i en omfattning som täcker ungefär 2/3 av det samlade underlaget. Slutversionen, Sveriges dödbok 1860–2017, utkom i november 2018.
Databasen är till mer än 99 % fullständig avseende namn, födelse- och dödsdatum, civilstånd med datum, dödsförsamling och adress. Födelseförsamling förekommer i cirka 97 % av alla poster, och flicknamn i huvuddelen av alla poster före 1970. Inskickade rättelser sedan 2010 visas och är sökbara. Databasen är under komplettering och bearbetning då det förekommer postdubbletter, ej sökbara födelseorter m.m., och då arbete fortfarande pågår inför slutlig version 7, 2018.

### Sveriges dödbok nr 8, 1830–2020
Sveriges dödbok 1830–2020 gavs ut som USB i slutet av november 2021. Inför den här versionen är det åter material från SPAR-registret som utgör underlag för de senaste åren 2018-2020. Från 2017 och framåt är dödförsamling ersatt med det distrikt inom vilken den avlidne varit folkbokförd. 

### Sveriges dödbok nr 9, 1815–2022
Sveriges dödbok 1815–2022 ges för en engångskostnad ut på USB-minne från den 24 november 2023. I framtiden (2025) planeras ytterligare ett släpp som innehåller material från år 1800 och framåt.

### Sveriges dödbok webbversionen
Sveriges dödbok webbversionen är en nätbaserad webbversion av databasen med årsavgift. Webbversionen är tänkt att uppdateras kontinuerligt vartefter ny information blir tillgänglig.

## Tillförlitlighet
Sveriges dödbok är en sekundärkälla men har visat sig vara till nytta vid bland annat släktforskning eftersom primärkällor i form av folkbokföringsmaterial inte är fritt tillgängliga, detta på grund av att de innehåller uppgifter som kan omfattas av sekretess.
Utgivaren varnar för att fel kan förekomma: "Ett dataregister är nästan alltid en andrahandskälla och ska betraktas därefter. Uppgifterna kan alltså innehålla fel och bör kollas mot originalmaterialet."